# 斯維特萊 (卡姆揚卡市鎮)
47°33′7″N 36°42′36″E / 47.55194°N 36.71000°E
斯維特萊（烏克蘭語：Світле）是位於烏克蘭東南部的村莊，由扎波羅熱州波洛希區的卡姆揚卡市鎮負責管轄。該村面積0.25平方公里，海拔高度171米，2001年人口3，人口密度每平方公里11.9人。